# Cnidoscolus magni-gerdtii
Cnidoscolus magni-gerdtii là một loài thực vật có hoa trong họ Đại kích. Loài này được Fern.Casas mô tả khoa học đầu tiên năm 2004.